# 괴혈병
괴혈병(壞血病, 영어: scurvy)은 비타민 C의 부족으로 출혈 장애가 체내의 각 기관에서 발생하는 질병이다. 성인과 어린이는 다소 증상이 다르다.

## 역사
16세기에서 18세기의 대항해 시대에는 이 질병의 원인을 알 수 없었기 때문에, 해적 이상으로 두려워 했다. 바스코 다가마의 인도 항로 발견 항해에서, 180명의 선원 중 100명이 이 병에 걸려 사망을 했다.
1753년에 영국 해군의 제임스 린드는 식사 환경이 비교적 양호한 고급 선원의 감염자가 적은 것에 주목하고 신선한 야채와 과일, 특히 감귤과 레몬을 채택해서 이 질병을 예방 할 수 있다는 것을 발견했다. 그 결과를 받아들인 제임스 쿡 선장이 남태평양 탐사의 첫 번째 항해 (1768년 - 1771년)에서 절인 양배추인 자우어크라우트와 과일을 꾸준히 섭취시킴으로써 사상 최초로 괴혈병에 의한 사망자를 내지 않고 세계 일주를 한 일화는 유명하다.
그러나 당시의 항해에서는 신선한 감귤을 항상 섭취하기 어려웠기 때문에 영국 해군의 질병위원회는 괴혈병을 막는 약으로 보리를 끓인 물, 휴대용 수프, 농축 오렌지 주스 등을 쿡에게 지급했다. 그러나, 오늘날에는 이러한 물품들이 전혀 효과가 없는 것으로 밝혀졌다. (농축 오렌지 주스는 이미 가열되어 비타민 C가 파괴되었다). 어쨌든 주로 자우어크라우트 덕분이었다는 것을 당시 잘 알지 못했고, 이후 귀환 후 쿡은 보리를 끓인 물을 추천하기도 하였지만, 장기 항해의 괴혈병의 근절은 이후에도 좀처럼 진행되지 않았다.
러일 전쟁 당시, 뤼순(여순)항에 주둔 중이었던 러시아군은 일본군에 의해 항구가 봉쇄당하여 출입이나 보급이 매우 어려웠으나, 주둔군의 무장상태도 매우 좋았거니와 당시 계산으로 약 2년  정도의 식량이 비축되어 러시아군 상부에서는 방어에 전혀 지장이 없다고 판단하였다. 그러나, 가을·겨울동안 계속된 봉쇄로 인하여 신선한 야채가 공급되지 못하자, 괴혈병으로 인한 질병과 합병증으로 부상자와 사망자가 속출하였고 군의 사기는 바닥으로 떨어져 결국 1년도 버티지 못하고 주둔군 지휘관이 상부와의 의논 없이 독단으로 항구를 양도함으로 1905년 1월 2일 일본에 함락되었다. 한편, 일본군이 점령지 인수인계를 위하여 군 물자창고를 검색하는 과정에서 콩이 가득 담긴 자루만으로 꽉 찬 창고가 발견되었다. 하지만, 러시아사람들은 콩을 삶아서 스프를 끓여먹는 식습관만 있었을 뿐 콩나물을 만들어 먹지 않기 때문에, 콩을 이용해 비타민 부족을 해결할 수 없었다.
비타민 C와 괴혈병의 관계가 정확히 밝혀진 것은 1932년이다. 영국인을 “라이미”라고 부르는 미국의 속어는 영국 해군이 괴혈병 예방으로 라임 쥬스를 복용하고 있었던 것에 유래한다. 제2차 세계대전에서 독일 병사를 “크라우트”(독일어로 양배추)라고 말한 것도, 영국 해군이 라임 주스로 바꾼 후, 독일 해군이 자우어크라우트를 채용했기 때문에 생긴 속어이다.

## 원인
비타민 C의 부족에 의해 발생한다. 비타민 C는 체내의 단백질을 구성하는 아미노산의 하나인 수산화프롤린의 합성에 필요하므로 이것이 부족하면 조직 사이를 연결하는 콜라겐과 상아질, 뼈 사이 충전 조직의 생성과 유지에 장애를 유발한다. 이것이 또한 혈관 등에 손상을 초래하는 원인이 된다. 괴혈병은 비타민 C가 부족해 생성된 병이므로 비타민 C를 투여함으로써 치료할 수 있다.

## 증상

### 성인
탈진이나 체중 감소, 둔통 외에 다음과 같은 증상이 나타난다.
- 피부 및 점막, 잇몸 출혈과 그에 따른 치아의 탈락 변화
- 상처 치유의 지연
- 저색소성 빈혈
- 감염에 대한 저항력 감소
- 오래된 상처가 벌어진다.

그러나 이러한 증상은 3 ~ 12개월에 이르는 장기 고도 비타민 C 결핍이 아니면, 나타나지 않는다.

### 어린이
특히 생후 6 ~ 12 개월의 사이에 발생하며, 메렐 바로우병이라고도 불린다. 증상으로는 다음과 같은 것을 들 수 있다.
- 연골이나 뼈 경계부에서의 출혈, 혈종
- 골조직의 형성 부전
- 골절이나 뼈의 변형
- 출혈이나 괴사
- 치아의 발생 장애

## 같이 보기
- 대사 증후군 (메터볼릭 신드롬)